# Saint-Michel-de-Saint-Geoirs
Saint-Michel-de-Saint-Geoirs es una comuna francesa situada en el departamento de Isère, en la región de Auvernia-Ródano-Alpes.

## Demografía
| 237 | 224 | 203 | 237 | 222 | 247 | 295 |
| Para los censos de 1962 a 1999 la población legal corresponde a la población sin duplicidades (Fuente: INSEE [Consultar]) |     |     |     |     |     |     |